# 아롱이의 대탐험
"아롱이의 대탐험"은 한국에서 제작된 류숙현 감독의 1999년 영화이다. 최형만 등이 주연으로 출연하였고 류수현 등이 제작에 참여하였다.

## 출연

### 주연
- 최형만
- 이희구
- 마정무
- 오규석
- 설다은
- 김은지
- 은정
- 문승희

## 기타
- 제작총지휘: 류강현
- 제작이사: 박불
- 조명: 강광원
- 조감독: 유홍삼
- 조감독: 황주연
- 조감독: 이종용
- 미술: 조신호
- 의상: 김민정